# Kelurahan Padasuka (administrativ by i Indonesien, lat -6,90, long 107,65)
Kelurahan Padasuka är en administrativ by i Indonesien.   Den ligger i provinsen Jawa Barat, i den västra delen av landet, 120 km sydost om huvudstaden Jakarta.